# Kommission für Saarländische Landesgeschichte
Die Kommission für Saarländische Landesgeschichte (bis 2013 Kommission für Saarländische Landesgeschichte und Volksforschung) widmet sich der Erforschung der Geschichte des Saarlandes sowie dessen benachbarter Regionen. Durch Publikationen, Kolloquien und Vorträge werden die historischen Forschungsergebnisse der Öffentlichkeit zur Verfügung gestellt.
Zu Mitgliedern der Kommission für Saarländische Landesgeschichte werden Fachhistoriker, aber auch Vertreter anderer Disziplinen, Archivare und Kuratoren berufen. Darüber hinaus steht die Kommission im fachlichen Austausch mit Wissenschaftlern aus Lothringen, Luxemburg und Rheinland-Pfalz. Bei zahlreichen Forschungsarbeiten handelt es sich um grenzüberschreitende Vergleichsstudien, die das Saarland in den Kontext der Geschichte der Großregion stellen und das gemeinsame historisch-kulturelle Erbe betonen.

## Anfänge der Kommission
Die Kommission für Saarländische Landesgeschichte wurde im Jahr 1951 durch Ministerpräsident Johannes Hoffmann als eine staatliche Einrichtung des Saarlandes ins Leben gerufen. Eugen Meyer, der seit dem Jahr 1950 einen Lehrstuhl für die Geschichte des Mittelalters an der neugegründeten Universität des Saarlandes innehatte und zugleich als Direktor im Kultusministerium wirkte, war der Initiator dieser Gründung und wirkte von 1952 bis 1965 als deren erster Vorsitzender. Im Jahr 1965 wurde Meyer zum Ehrenvorsitzenden der Kommission berufen. In der Anfangszeit der Kommission wurden die bis zu 30 Mitglieder von der Landesregierung des Saarlandes „aus dem Kreis der wissenschaftlichen Forscher auf dem Gebiete der saarländischen Landesgeschichte und Volkskunde“ berufen. Die Aufgaben des Vorstands wurden durch ein Kuratorium wahrgenommen.
Im Jahr 1960 konstituierte sich die Kommission für Saarländische Landesgeschichte als eingetragener Verein. Besondere Verdienste um eine kontinuierliche Aufbauarbeit und die Erfüllung der vielfältigen Vereinsaufgaben erwarb sich Hans-Walter Herrmann, der von 1960 bis 1999 die Aufgaben des Geschäftsführers übernahm.

## Aufgaben
Im Vergleich zu den Anfangsjahren der Kommission wurden im Laufe der Jahre mehrere Aufgabenfelder an andere Institutionen delegiert. So wird etwa die Saarländische Bibliographie seit dem Jahr 1996 von der Saarländischen Universitäts- und Landesbibliothek betreut.
Aktuell konzentriert sich die Kommission für Saarländische Landesgeschichte auf folgende Aufgaben:
- Wissenschaftliche Erforschung der Geschichte und Volkskunde des Saarlandes und seiner Nachbarlandschaften
- Veröffentlichung landesgeschichtlicher Quellen und Darstellungen
- Veranstaltung von Vorträgen, Tagungen und Studienfahrten
- Erarbeiten von Resolutionen und Empfehlungen zu Fragen der Landesgeschichte und der saarländischen Geschichtskultur
- Zusammenarbeit mit anderen Organisationen entsprechender Zielsetzung

Dabei beschränkt sich die Arbeit der Kommission nicht auf die Zeitabschnitte, in denen die Saarregion ein eigenständiges Staatswesen war, sondern erforscht alle Epochen des Gebietes von der Ur- und Frühgeschichte bis hin zur Gegenwart. Auch hinsichtlich des Untersuchungsraumes gibt es keine territorialen Beschränkungen auf die politischen Grenzen des heutigen Bundeslandes Saarland.

## Mitglieder
Die Kommission hat ordentliche, korrespondierende und fördernde Mitglieder. Die Zahl der ordentlichen Mitglieder beträgt zur Zeit 70. Sie werden auf Vorschlag des Vorstands durch Beschluss der Mitgliederversammlung aufgenommen. Alle Mitglieder werden einmal jährlich von der Vorsitzenden/vom Vorsitzenden zur ordentlichen Mitgliederversammlung eingeladen. Die Mitgliederversammlung wählt den Vorstand, nimmt den Geschäftsbericht entgegen, fasst Beschlüsse zum Arbeitsplan, berät den Haushaltsvoranschlag und stellt den Haushaltsplan fest. Darüber hinaus kann die Mitgliederversammlung die Satzung der Kommission ändern.

## Vorstand
Der Vorstand besteht aus der Vorsitzenden, dem Geschäftsführer, dem Stellvertretenden Vorsitzenden und zehn Beisitzern, von denen einer von der Landesregierung entsandt ist. Die Vorsitzende, der Geschäftsführer und der Stellvertretende Vorsitzende bilden den geschäftsführenden Vorstand. Der Vorstand arbeitet ehrenamtlich. Seine Beschlüsse werden von der hauptamtlich tätigen Geschäftsstellenleiterin umgesetzt.

## Publikationen
Seit 2006 ist die Kommission für Saarländische Landesgeschichte als eigener Verlag tätig.
Auswahl
- Stefan Flesch: Die monastische Schriftkultur der Saargegend im Mittelalter (= Veröffentlichungen der Kommission für Saarländische Landesgeschichte und Volksforschung, Band 20), Saarbrücken 1991 (SULB).
- Stadtentwicklung im deutsch-französisch-luxemburgischen Grenzraum (19. und 20. Jh.) – Développement urbain dans la région frontalière Franco-Allemagne-Luxembourg (XIXe et XXe s.), hrsg. von Rainer Hudemann und Rolf Wittenbrock (= Veröffentlichungen der Kommission für Saarländische Landesgeschichte und Volksforschung, Band 21), Saarbrücken 1991 (SULB).
- Lotharingia um das Jahr 1000 – autour de l'an Mil. Eine europäische Kernlandschaft um das Jahr 1000. Referate eines Kolloquiums vom 24. bis 26. Mai 1994 in Saarbrücken, hrsg. von Hans-Walter Herrmann und Reinhard Schneider (= Veröffentlichungen der Kommission für Saarländische Landesgeschichte und Volksforschung, Band 26), Saarbrücken 1995 (SULB).
- Dieter Muskalla: NS-Politik an der Saar unter Josef Bürckel, Gleichschaltung – Neuordnung – Verwaltung (= Veröffentlichungen der Kommission für Saarländische Landesgeschichte und Volksforschung, Band 25), Saarbrücken 1995 (SULB).
- Frank G. Becker: „Deutsch die Saar, immerdar!“ Die Saarpropaganda des Bundes der Saarvereine 1919–1935 (= Veröffentlichungen der Kommission für Saarländische Landesgeschichte und Volksforschung, Band 40), Saarbrücken 2007 (SULB).
- Historische Blicke auf das Land an der Saar. 60 Jahre Kommission für Saarländische Landesgeschichte und Volksforschung. Im Auftrag der Kommission für Saarländische Landesgeschichte und Volksforschung hrsg. von Brigitte Kasten (= Veröffentlichungen der Kommission für Saarländische Landesgeschichte und Volksforschung, Band 45), Saarbrücken 2012 (SULB).